# St. Paulus (Ascherode)

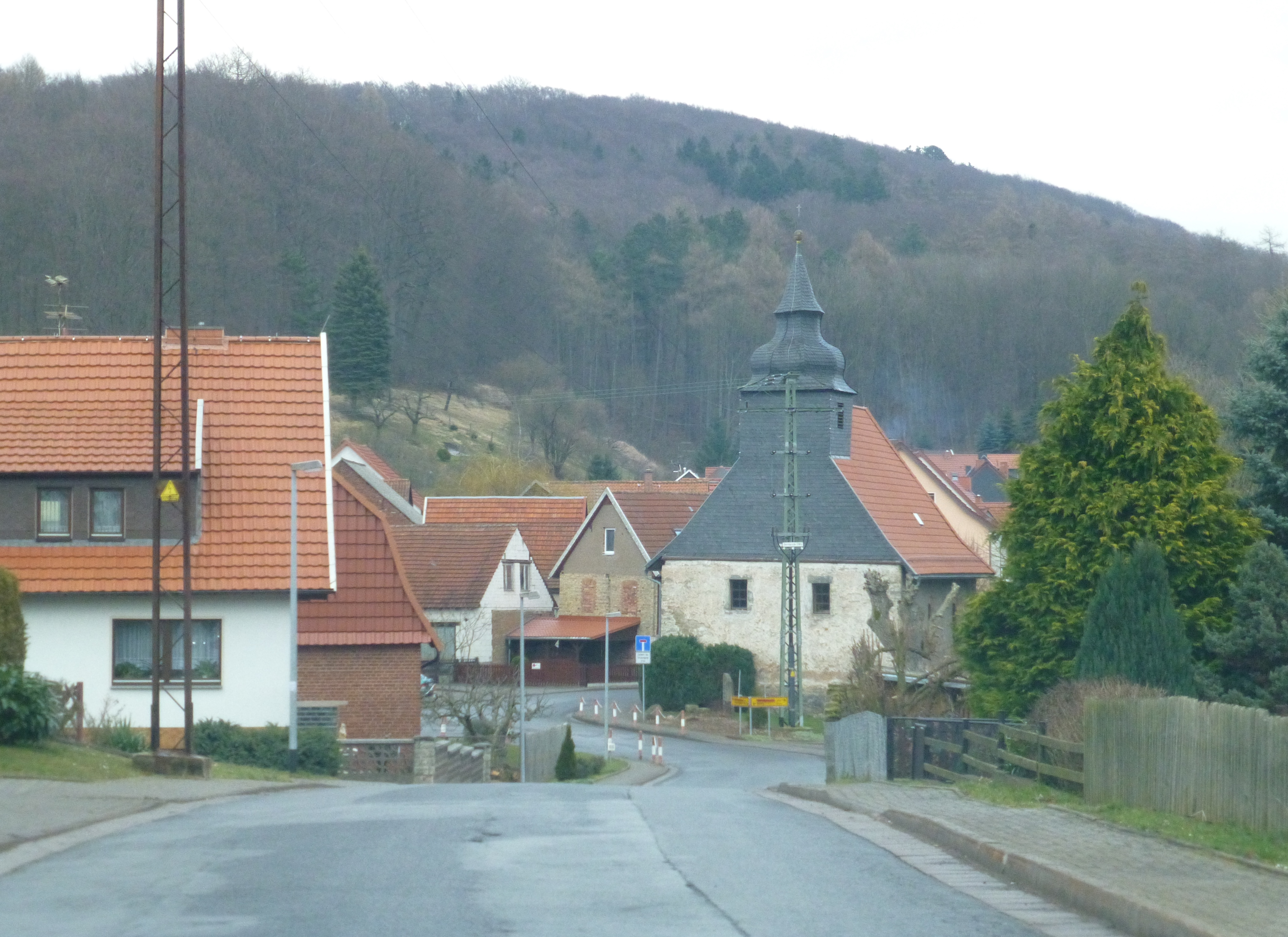
St. Paulus

Die Kirche St. Paulus in Ascherode ist eine 1615/16 errichtete evangelische Kirche. Sie besteht aus einem Saalbau mit dreiseitigem Chorabschluss und einem Dachturm im Westen. Die Fenster tragen Rosettendekor.
Im Inneren sind die Brandmalereien an den Brüstungen, die Szenen aus dem Leben Jesu Christi zeigen, besonders hervorzuheben.
1977 gab es umfangreiche Instandhaltungsarbeiten am Kirchturm.